# Cerro Ortega
Der Cerro Ortega (spanisch, in Argentinien Cerro Padre) ist ein 844 m hoher Hügel im Nordosten der westantarktischen James-Ross-Insel. Er ragt am nördlichen Ende der Massey Heights am Westufer der Croft Bay auf.
Chilenische Wissenschaftler benannten ihn nach Francisco Ortega, Kaplan bei der chilenischen Luftwaffe und Teilnehmer an der 17. Chilenischen Antarktisexpedition (1962–1963). Die Argentinische Benennung aus dem Jahr 1978 orientiert sich am geistlichen Amt des chilenischen Namensgebers.